# Cotinusa rubriceps
Cotinusa rubriceps là một loài nhện trong họ Salticidae.
Loài này thuộc chi Cotinusa. Cotinusa rubriceps được Cândido Firmino de Mello-Leitão miêu tả năm 1947.